# ماریا میچا
ماریا میچا (انگلیسی: Maria Micșa؛ زادهٔ ۳۱ march ۱۹۵۳ (۷۱ سال)) ورزشکار روئینگ اهل رومانی است.
وی در مسابقات کشوری و بین‌المللی در مجموع برندهٔ ۱ مدال طلا، ۳ مدال نقره، ۱ مدال برنز شده‌است.